# いじケア 〜ノエルくんのご奉仕日記〜
『いじケア〜ノエルくんのご奉仕日記』（いじケア ノエルくんのごほうしにっき）は、サイバーワークスのメインブランドであるTinkerBellから2006年1月20日に発売されたアダルトゲームである。

## ゲーム内容
本作は、かわいらしい少年が、年上の女性たちに弄ばれるさまをコミカルに描いたアダルトゲームである。登場するヒロインのキャラクターは主人公よりも年上の設定であり、各々の立場や性格が反映されたHシーンが収録されている。

## ストーリー
主人公・姫乃宮ノエルは日本の旧華族と欧州の名門貴族のハーフであり、その体つきと容姿から女の子によく間違われていた。息子の気弱な性格に将来を案じた父親は、親戚のウェンチェスター家で使用人として1ヶ月間修行することを提案した。ウェンチェスター家に到着したノエルを待っていたのは、個性的な女性たちによるかわいがりだった。

## キャラクター
姫乃宮ノエル
声：天天
主人公。日本の旧華族と欧州の名門貴族のハーフ。自分が跡取り息子であるという自覚が乏しい上、気弱な性格である。
よく女の子と間違われることに悩みを抱いており、ウェンチェスター家のメイドたちにかわいがられることに対して落ち込むこともある。
ステラ・C・ウェンチェスター
声：涼森ちさと
ウェンチェスター家の長女。ノエルの従姉にして幼馴染であると同時に初恋の相手でもある。悪気はないものの自分のきつい性格に対する自覚が乏しく、不甲斐ないノエルをついいじめてしまった結果、従弟が女性を怖がる原因を作ってしまった。
ヘンリエッタ
声：しまだかおり
ウェンチェスター家のメイド。ノエルの教育係に任命されている。ややエッチなところはあるものの、厳しく、そして優しくノエルが一人前の男になるようサポートをしている。
ジーナ・C・ウェンチェスター
声：天天
ステラの母で、ノエルの叔母にあたる。のんきな性格で、自分が他人を甘やかしていることに対する自覚が乏しい。また、興味のない物事の名前を覚えるのが苦手である。
パティ
声：杏露花梨
ウェンチェスター家のメイド。無口無表情ながらも毒舌家でもあり、悪気はないものの、ノエルを傷つけてしまうことがある。また、ノエルがステラにいじめられていても、ノエルのことをかわいく思うだけである。
ギルバート
声：不明
ウェンチェスター家の執事。

## スタッフ
- シナリオ：ZEQU（青）[1]
- 原画：深泥正[2][1]
- プロデューサー：坂田

## 主題歌
- オープニングテーマ「キミノナ」

歌：Rita